# Diecezja Srikakulam
Diecezja Srikakulam – diecezja rzymskokatolicka w Indiach. Została utworzona w 1993 z terenu diecezji  Wisakhapatnam.

## Ordynariusze
- Innayya Chinna Addagatla (1993–2018)